# 2017-es ruandai elnökválasztás
A 2017-es ruandai elnökválasztást 2017. augusztus 4-én tartottak Ruandában. A szavazatok négyötödének megszámlálását követően a  részeredmény alapján hatalmon lévő elnök, Paul Kagame, megtarthatja hivatalát. A választási bizottság előzetes várakozásai alapján mintegy 12 millió választó (az összes választók 90 százaléka) járulhatott a szavazóurnák elé.

## Háttere
Az elnökválasztást a 2015-ös ruandai alkotmányos népszavazás előzte meg, ami lehetővé tette Paul Kagame jelenlegi elnöknek, hogy harmadik mandátumát is megkezdhesse hivatalában, valamint lerövidítette a korábban hét éves elnöki mandátum időtartamát 5 évre, bár az utóbbi változtatás csak 2024-től lép életbe.

## Választási rendszer
A ruandai elnököt egyszerű többséggel választják meg, népszavazás keretén belül.

## Jelöltek
Paul Kagame korábban bejelentette, hogy újra indulni fog az elnöki posztért. Ennek ellenére nem kíván örökké Ruanda elnöke maradni, mint ahogyan azt televíziós hirdetésében is kifejtette 2016 elején.
2017 februárjában Phillipe Mpayimana bejelentette, hogy független jelöltként indul az ország elnöki pozíciójáért. 1994 óta külföldön élt, újságíróként és íróként dolgozott, valamint humanitárius szervezeteknél dolgozott.
A 35 éves Diane Rwigara szintén bejelentette azt, hogy indulni kíván az elnöki posztért, Kagame bírálójaként. Napokkal kampányának megkezdését követően az internetre kikerültek meztelen fotói, amely miatt kizárták az elnökjelöltek közül. A jelölt állítása alapján a világhálóra került képek a Photoshop számítógépes programmal módosított, hamis fotók voltak.
A Ruandai Demokratikus Zöldpárt vezetője, Frank Habineza szintén bejelentette, hogy indulni kíván az elnöki posztért.

## Eredmények
Leadott szavazatok összesen: 6 731 432 db. Ebből érvényes szavazatok száma: db.
| Jelölt neve        | Szavazatok száma | Százalék |
| ------------------ | ---------------- | -------- |
| Paul Kagame        | 6 650 722 db     | 98,80%   |
| Philippe Mpayimana | 49 117 db        | 0,73%    |
| Frank Habineza     | 31 633 db        | 0,47%    |

## Fordítás
Ez a szócikk részben vagy egészben  a   Rwandan presidential election, 2017 című angol Wikipédia-szócikk ezen változatának fordításán alapul.  Az eredeti cikk szerkesztőit annak laptörténete sorolja fel. Ez a jelzés csupán a megfogalmazás eredetét és a szerzői jogokat jelzi, nem szolgál a cikkben szereplő információk forrásmegjelöléseként.